# Alea iacta est

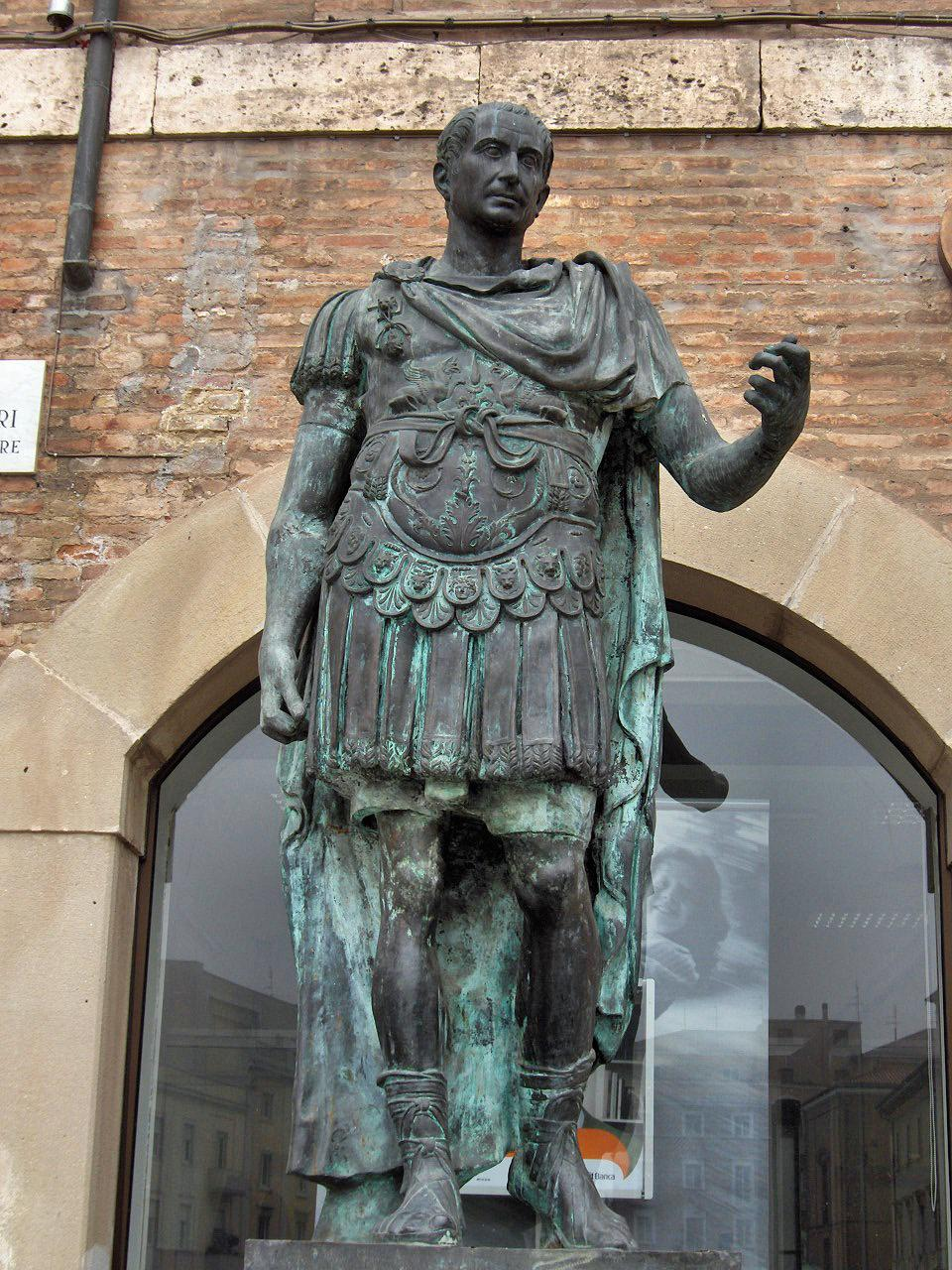
Julius Caesar modern bronzszobra Riminiben

Az Alea iacta est (latinul, jelentése: „a kocka el van vetve”) szállóige, amelyet az ókori források szerint eredetileg Julius Caesar mondott Kr. e. 49. január 10-én, amikor seregével átlépte a Rubicon folyót.
Az abban az időben érvényes római törvény szerint hadvezér csak serege nélkül léphette át a folyót, amely akkor Itália határának számított. Az átkeléssel Caesar nyílt kenyértörést vállalt a Szenátussal, a polgárháború elkerülhetetlenné vált, tehát nem volt visszatérés, a folyó átlépésekor Caesar elindult az egyeduralom – vagy a bukás – felé vezető úton.
A szállóigét ennek mintájára olyan helyzetekben használják, amikor valaki visszafordíthatatlan döntést hozott, esetleg a döntését nagyszabásúnak kívánja láttatni, és/vagy konfliktust vállal fel vele.
A történet politikai háttere, hogy Caesar indulni akart az esedékes consul választáson, politikai ellenfele, Pompeius azonban újra életbe léptetett egy törvényt, amely szerint a tisztségre pályázónak személyesen is jelen kell lennie Rómában. Ha Caesar serege nélkül megy Rómába, azt kockáztatta volna, hogy a riválisai által ellene gyűjtött vádak valamelyike alapján bíróság elé citálják és elítélik.
Az „alea”, „kocka” szó a rómaiak népszerű dobókockajátékára utal, amely kipróbálta a szerencsét, és amelyben a szerencsét már nem lehetett visszafordítani, ha a kockát eldobtad, azzal „sorsot vetettél”.
Egyes beszámolók szerint Caesar nem az „est” igét használta („van”), hanem az imperativusát („este” = „legyen”). Van olyan vélemény, hogy a kifejezést kedvenc görög komédiaírójától, Menandrosztól kölcsönözte.

## Suetonius
Suetonius „Caesarok élete” című művében így írja le a történetet:
31….utolérve csapatait a Rubico folyónál, tartománya határán rövid pihenőt tartott, s jól meggondolva, mire vállalkozott, ezekkel a szavakkal fordult környezetéhez: „Most még – mondta – visszafordulhatunk; mert ha ezen a hidacskán átmegyünk, azután már mindent a fegyverek döntenek el.”

32. Miközben így fontolgatta a dolgot, jelenséget látott. Hirtelen egy igen magas, szép termetű ember jelent meg előtte, aki nádsípot fújva a közeli sziklán üldögélt; nemcsak pásztorok gyűltek köré, hogy meghallgassák, hanem elhagyván soraikat, katonák is, kürtösök is; az óriás egyik kürtös kezéből kiragadta a tubát, leugrott egyenesen a folyópartra, és hatalmas erővel indulót fújva a támadásra, a túlsó part felé tartott. Akkor azt mondta Caesar:

„Menjünk hát, amerre az istenek jeladása és ellenségeim igazságtalansága vezérel. A kocka el van vetve.”
A latin Suetonius-szövegben a mondat „iacta alea est” formában szerepel, de a köznapokban jobban ismert a más szórendű, de azonos jelentésű „alea iacta est” alak.
Maga Caesar A polgárháborúról című könyvében nem említi a folyó átlépését. (Nyilván nem akart emlékeztetni rá, hogy törvénytelenül lépett hadsereggel Itália földjére.)